# N’Galéwa
N’Galéwa (auch: Ngaléwa, Ngéléwa, Ngléa, N’Goléwa, Nguéléwa) ist ein Dorf in der Stadtgemeinde N’Guigmi in Niger.

## Geographie
Das von einem traditionellen Ortsvorsteher (chef traditionnel) geleitete Dorf liegt am früheren Ufer des geschrumpften Tschadsees. Es befindet sich rund 26 Kilometer südwestlich des urbanen Zentrums von N’Guigmi, das zum gleichnamigen Departement N’Guigmi in der Region Diffa gehört. Zu den Siedlungen in der näheren Umgebung von N’Galéwa zählen Ari Koukouri im Südosten und Kabléwa im Südwesten.

## Geschichte
Die Terrorgruppe Boko Haram aus dem Nachbarland Nigeria entführte am 2. Juli 2017 39 Frauen und Kinder aus N’Galéwa. Es handelte sich um die erste derartige Massenentführung in Niger. Die Entführungsopfer wurden nicht wieder aufgefunden. N’Galéwa war zwischenzeitlich zum Ziel von Flüchtlingen vor Boko Haram geworden. Aus Sicherheitsgründen wurden im September 2017 mehrere Familien, die sich im Dorf niedergelassen hatten, in andere Orte Nigers wie Foulatari und Kindjandi umgesiedelt. In der Nacht von 5. auf 6. Dezember 2018 wurden mutmaßlich von Boko Haram drei Fulbe-Viehzüchter in N’Galéwa getötet.

## Bevölkerung
Bei der Volkszählung 2012 hatte N’Galéwa 519 Einwohner, die in 74 Haushalten lebten. Bei der Volkszählung 2001 betrug die Einwohnerzahl 312 in 68 Haushalten und bei der Volkszählung 1988 belief sich die Einwohnerzahl auf 282 in 91 Haushalten.

## Wirtschaft und Infrastruktur
Mit einem Centre de Santé Intégré (CSI) ist ein Gesundheitszentrum im Ort vorhanden. Es wurde 1989 errichtet und 2016 mit Solarzellen zur Stromversorgung ausgestattet. Es gibt eine Schule im Dorf. Sie besteht seit dem Jahr 1961. Das nigrische Unterrichtsministerium richtete 1996 gemeinsam mit dem Welternährungsprogramm der Vereinten Nationen zahlreiche Schulkantinen in von Ernährungsunsicherheit betroffenen Zonen ein, darunter eine für Kinder transhumanter Hirten in N’Galéwa.